# Tambre
Tambre là một đô thị ở tỉnh Belluno trong vùng Veneto, có vị trí cách khoảng 80 km về phía bắc của Venice và khoảng 15 km về phía đông của Belluno. Tại thời điểm ngày 31 tháng 12 năm 2004, đô thị này có dân số 1.501 và diện tích 45,6 km².
Đô thị Tambre có các frazioni (các đơn vị trực thuộc, chủ yếu là thôn làng) All'O',Broz, Civit, Pianon Sant'Anna, Fullin, Val Turcana, Tambruz, Lavina,Pian Cansiglio, và Valdenogher.
Tambre giáp các đô thị: Aviano, Barcis, Budoia, Caneva, Chies d'Alpago, Farra d'Alpago, Fregona, Polcenigo, Puos d'Alpago.